# Blik (tijdschrift)
Blik was een Vlaams roddelblad rond showbizz- en televisienieuws met extra aandacht voor schandalen dat werd uitgegeven door Magnet Magazines.
De redactie van het blad werd opgedoekt op 17 september 2002. Het weekblad bleef echter verschijnen als zusterblad van TV Familie, dit wil zeggen dat de inhoud identiek is, maar de bladen met een eigen cover verschijnen.
Het blad werd uitgegeven door Magnet Magazines, een dochteronderneming van De Persgroep. Hoofdredactrice is Isabelle Vandenberghe.